# Nintendo 64DD
Il Nintendo 64DD (o 64DD) è una periferica prodotta da Nintendo per Nintendo 64. Il nome, che indica "64 Dynamic Drive", si riferisce alla capacità dell'accessorio di permettere di utilizzare speciali cartucce da 64 MB sulla console Nintendo, installandolo alla base della stessa.

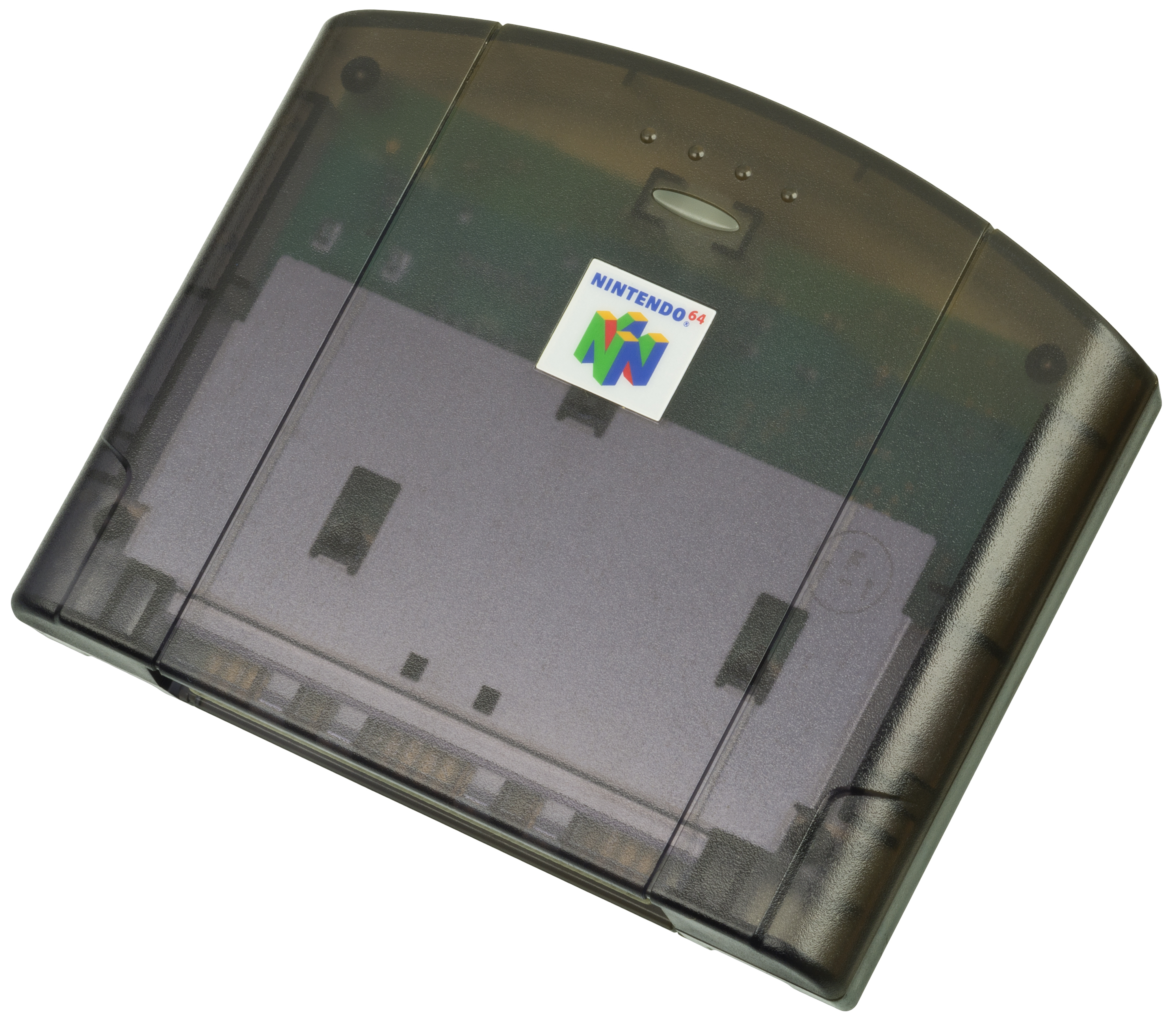
Una cartuccia che funge da modem per Nintendo 64 era inclusa nel 64DD

Il 64DD fu distribuito esclusivamente in Giappone, in una confezione che includeva, tra le altre cose, un mouse, un modem e sei giochi.
Nel 2016 è stata resa pubblica l'esistenza di un prototipo del 64DD ideato per il mercato statunitense.

## Storia
Il 64DD venne annunciato nel 1995, durante il Nintendo Shoshinkai game show event (ora chiamato SpaceWorld).
Comunque, il 64DD venne distribuito (in esclusiva) in Giappone dal 1º dicembre 1999.
Nintendo, preannunciando un insuccesso commerciale del suo lettore di dischi digitali, vendette il dispositivo a un servizio a sottoscrizione chiamato RANDnet che si preoccupava di vendere direttamente agli utenti finali l'espansione. Quindi il 64DD fu supportato da Nintendo per pochissimo tempo e solo nove giochi furono sviluppati per questa piattaforma.
Dopo la presentazione del Nintendo GameCube, molti giochi che erano stati inizialmente sviluppati per 64DD furono adattati e distribuiti per GameCube dato che la nuova piattaforma offriva migliori prospettive di guadagno rispetto a una periferica poco diffusa, mentre altri uscirono su normale cartuccia per Nintendo 64, altri ancora furono cancellati.

## Giochi
- F-Zero X Expansion Kit (04/21/00)
 エフ ゼロ エックス エクスパンションキット
- 64 (05/02/00)
 日本プロゴルフツアー
- Kyojin no Doshin 1 (12/11/99)
 巨人のドシン1
- Kyojin no Doshin: Kaihou Sensen Chibikko Chikko Daishuugou (05/17/00)
 巨人のドシン。 解放戦線チビッコチッコ大集合
- Mario Artist: Communication Kit (06/29/00)
 マリオアーティスト。 コミュニケーションキット
- Mario Artist: Paint Studio (12/11/99)
 マリオアーティスト。 ペイントスタジオ
- Mario Artist: Polygon Studio (08/29/00)
 マリオアーティスト。 ポリゴンスタジオ
- Mario Artist: Talent Studio (02/23/00)
 マリオアーティスト。 タレントスタジオ
- SimCity 64 (02/23/00)
 シムシティー64